# Championnat des îles Féroé de football 1949
Navigation
Meistaradeildin 1948 Meistaradeildin 1950
La saison 1949 du Championnat des îles Féroé de football est la 7e édition de la première division féroïenne à poule unique, la Meistaradeildin. Les six meilleurs clubs du pays ont joué l'une contre l'autre une fois. Le TB Tvøroyri remporte le titre.

## Les clubs participants
| \| B36 HB&HBII KÍ TB VBV \| Localisation des clubs engagés dans le championnat 1949. |
| B36 HB&HBII KÍ TB VBV                                                                |

- B36 Tórshavn - Tenant du Titre
- HB Tórshavn
- HB Tórshavn II
- KÍ Klaksvík
- TB Tvøroyri
- VB Vágur

## Compétition
Le classement est établi sur le barème de points suivant (victoire à 2 points, match nul à 1, défaite à 0).
Pour départager les égalités, on tient d'abord compte de la différence de buts générale, puis du nombre de buts marqués, puis des confrontations directes et enfin si le championnat est en jeu, les deux équipes jouent une rencontre d'appui sur terrain neutre.

### Classement[n 1]
| Rang | Équipe           | Pts | J | G | N | P | Bp | Bc | Diff |
| ---- | ---------------- | --- | - | - | - | - | -- | -- | ---- |
| 1    | TB Tvøroyri      | 10  | 5 | 5 | 0 | 0 | 28 | 6  | +22  |
| 2    | HB Tórshavn      | 7   | 5 | 3 | 1 | 1 | 12 | 7  | +5   |
| 3    | B36 Tórshavn (T) | 6   | 5 | 2 | 2 | 1 | 19 | 12 | +7   |
| 4    | KÍ Klaksvík      | 5   | 5 | 2 | 1 | 2 | 10 | 10 | 0    |
| 5    | HB Tórshavn II   | 2   | 5 | 1 | 0 | 4 | 8  | 19 | -11  |
| 6    | VB Vágur         | 0   | 5 | 0 | 0 | 5 | 5  | 28 | -23  |

|  | Vainqueur du championnat 1949 |
|  | (T) Tenant du titre           |

### Résultats[n 1]
| Résultats (▼dom., ►ext.) | B36 | HB  | HB2  | KÍ  | TBT | VBV  |
| B36 Tórshavn             |     | 2-2 |      | 2-2 |     | 10-4 |
| HB Tórshavn              |     |     | 3-0  |     | 2-3 |      |
| HB Tórshavn II           | 1-4 |     |      | 1-2 |     | 5-0  |
| KÍ Klaksvík              |     | 2-3 |      |     | 2-3 |      |
| TB Tvøroyri              | 3-1 |     | 10-1 |     |     | 9-0  |
| VB Vágur                 |     | 0-2 |      | 1-2 |     |      |

1. ↑   Le HB Tórshavn a remporté la première rencontre 2-1, mais le match a été reporté par la suite.

## Bilan de la saison
| Tableau d'Honneur                           |                 |
| Compétition                                 | Vainqueur       |
| Championnat des îles féroé de football 1949 | TB Tvøroyri (2) |